# Tichon Chriennikow
Tichon Nikołajewicz Chriennikow, ros. Тихон Николаевич Хренников (ur. 28 maja?/10 czerwca 1913, zm. 14 sierpnia 2007 w Moskwie) – rosyjski i radziecki kompozytor, pianista, w latach 1948–1991, z nadania politycznego, generalny sekretarz Związku Kompozytorów ZSRR.

## Życiorys
Urodził się w muzykalnej rodzinie. W dzieciństwie zaczął naukę gry na fortepianie. W wieku kilkunastu lat przeniósł się do Moskwy, gdzie uczył się kompozycji i gry na fortepianie w szkole muzycznej Gnesinów (1929–1932), a potem studiował w moskiewskim Konserwatorium (1932–1936) u Wisariona Szebaldina i Heinricha Neuhausa. Podczas studiów skomponował koncert fortepianowy nr 1 i symfonię nr 1. Wykonaniem symfonii dyrygował Leopold Stokowski. W 1939 skomponował operę „Burza” o tematyce rewolucyjnej.
W 1947 wstąpił do Komunistycznej Partii Związku Radzieckiego. Od 1948 z woli ówczesnych władz ZSRR został wybrany generalnym sekretarzem Związku Kompozytorów ZSRR, którą funkcję pełnił do 1991 roku. Przez tę nominację i swoją pozycję postrzegany był jako stalinowski komisarz, realizujący partyjną linię w muzyce. Na zjeździe kompozytorów w 1948 wygłosił przygotowany przez władze partyjne referat, w którym oskarżył Prokofjewa, Szostakowicza i Chaczaturiana o formalizm i naśladowanie Zachodu, co było elementem kampanii władz przeciw tym kompozytorom. Mimo to, dostrzega się też, że dzięki swojej pozycji starał się następnie chronić kompozytorów przed atakami władz i pomagać im, miał m.in. udział w przyznaniu Prokofjewowi i Szostakowiczowi nagród stalinowskich.
Skomponował 3 symfonie, 4 koncert fortepianowe, 2 koncerty skrzypcowe, 2 koncerty wiolonczelowe, opery, operetki, balety, muzykę kameralną i filmową. Jego muzyka realizowała estetykę socrealistyczną, nawiązywała do rosyjskich pieśni ludowych, była melodyjna, przeznaczona dla mas, pozbawiona eksperymentów formalnych.
Za swoje dokonania był nagradzany przez władze ZSRR tytułami Ludowego Artysty ZSRR (1963), Bohatera Pracy Socjalistycznej (1973), trzykrotnie Nagrodą Stalinowską (1942, 1946, 1952), Nagrodą Państwową (1967), Nagrodą Leninowską (1974), w Rosji Nagrodą Prezydencką (2003).

## Wybrana muzyka filmowa
- 1926: Matka (wersja z 1970 roku)
- 1941: Świniarka i pastuch
- 1944: O szóstej wieczorem po wojnie
- 1951: Donieccy górnicy
- 1954: Dygnitarz na tratwie
- 1962: Ballada huzarska
- 1972: Rusłan i Ludmiła

## Nagrody i odznaczenia
- Ludowy Artysta ZSRR
- Bohater Pracy Socjalistycznej (9 czerwca 1973)[2]
- Nagroda Stalinowska (trzykrotnie, 1942, 1946 i 1951)
- Nagroda Leninowska (1974)
- Nagroda Państwowa ZSRR (1967)
- Nagroda Państwowa RFSRR im. Glinki (1979)
- Order Lenina (czterokrotnie, 8 czerwca 1963, 2 lipca 1971, 9 czerwca 1973 i 9 czerwca 1983)
- Order Czerwonego Sztandaru Pracy (dwukrotnie, 14 października 1966 i 9 czerwca 1988)
- Order Honoru (Federacja Rosyjska) (8 czerwca 1998)
- Medal „Za obronę Moskwy” (5 stycznia 1944)
- Medal „Za zwycięstwo nad Niemcami w Wielkiej Wojnie Ojczyźnianej 1941–1945” (9 maja 1945)
- Order Cyryla i Metodego I klasy (Ludowa Republika Bułgarii, 1968)
- Order Za Zasługi dla Kultury (Rumunia (1985)
- Oficer Orderu Sztuki i Literatury (Francja, 1994)

I inne.